# Aéroport international John Glenn Columbus
Pour les articles homonymes, voir CMH.
L'aéroport international Port Columbus, code IATA : CMH • code OACI : KCMH • code FAA : CMH, est un aéroport domestique et international desservant la ville de Columbus, la capitale de l’État de l'Ohio. L'aéroport est situé à 9,7 km à l'est du Central business district de Columbus. En outre, l'aéroport est le plus important aéroport de passagers dans le centre de l'Ohio et est le deuxième en importance dans l'État après Cleveland Hopkins.

## Historique
La Naval Weapons Industrial Reserve Plant de Colombus accolée à l'aéroport est utilisée par North American Aviation, puis Rockwell International à partir de 1942, puis est devenue la Air Force Plant 85 en 1982. L'usine ferme ses portes en 1997.
L'aéroport a été renommé John Glenn Columbus International Airport en juin 2016.

## Compagnie et destinations
| Compagnies         | Destinations | Refs  |
| ------------------ | --- | ----- |
| Air Canada Express | Toronto (Pearson) | [ 2 ] |
| Alaska Airlines    | Seattle-Tacoma | [ 3 ] |
| American Airlines  | Charlotte-Douglas, Dallas-Fort Worth, Los Angeles, Phoenix-Sky Harbor En saison : Cancún , Chicago-O'Hare, New York-LaGuardia, Philadelphie | "     |
| American Eagle     | Charlotte-Douglas, Chicago-O'Hare, Miami, New York-John F. Kennedy, New York-LaGuardia, Philadelphie, Washington-Reagan | [ 4 ] |
| Delta Air Lines    | Atlanta H.-Jackson, Los Angeles, Minneapolis-Saint-Paul En saison : Détroit, Salt Lake City | "     |
| Delta Connection   | Boston Logan, Détroit, Minneapolis-Saint-Paul, New York-John F. Kennedy, New York-LaGuardia, Raleigh-Durham | [ 5 ] |
| Frontier Airlines  | Denver, Orlando | [ 6 ] |
| Southwest Airlines | - Atlanta H.-Jackson, - Baltimore-T. Marshall, - Boston Logan, - Chicago-Midway, - Dallas-Love Field, - Denver, - Fort Lauderdale-Hollywood, - Fort Myers, - Houston-W. P. Hobby, - Las Vegas-Harry-Reid, - Nashville, - La Nouvelle-Orléans-L. Armstrong, - Orlando, - Phoenix-Sky Harbor, - Lambert-Saint Louis, - Tampa, - Washington-Reagan | [ 7 ] |
| Spirit Airlines    | Fort Lauderdale-Hollywood, Las Vegas-Harry-Reid, Orlando En saison : Fort Myers, Myrtle Beach, La Nouvelle-Orléans-L. Armstrong, Tampa |       |
| United Airlines    | Chicago-O'Hare, Denver, Washington-Dulles En saison : San Francisco | [ 8 ] |
| United Express     | Chicago-O'Hare, Denver, Houston-George Bush, Newark-Liberty, Washington-Dulles En saison : Fort Myers | [ 8 ] |

Édité le 02/12/2020

## Statistiques
Pour des raisons techniques, il est temporairement impossible d'afficher le graphique qui aurait dû être présenté ici.

Voir la requête brute et les sources sur Wikidata.